# San Stefanó-i béke
A San Stefanó-i béke az 1877–1878-as orosz-török háborút zárta le. Az Isztambul közelébe érő orosz csapatokat az angol flotta eltántorította a város bevételétől, és a két fél 1878. január 31-én fegyverszünetet kötött. A más nagyhatalmak nélkül kötött békeszerződést március 3-án (Julián naptár szerint február 19-én) írták alá a törökországi San Stefanóban, létrehozva Nagy-Bulgáriát, és korlátlan orosz befolyást biztosítva a Balkánon. A nagyhatalmak heves ellenzése miatt az itt megvont határokat a berlini kongresszuson újrarajzolták.

## Előzményei
Az 1876-ban Szerbia, Bulgária és Montenegró fellázadt a török uralom ellen, amibe 1877-ben az Orosz Birodalom beavatkozott, kirobbantva az orosz–török háborút. A harcok az orosz haderő győzelmét hozták, és a seregek megközelítették a török fővárost is, azonban a brit flotta térségbe vezénylése visszakozásra késztette II. Sándor orosz cárt. A török szultán, II. Abdul-Hamid fegyverszünetet ajánlott, amit a két fél 1878. január 31-én kötött meg. Március 3-án San Stefanóban Nyikolaj Pavlovics Ignatyjev isztambuli orosz követ és Mehmed Esad Saffet pasa török külügyminiszter békét kötöttek a nagyhatalmak megkérdezése nélkül, a határok kijelölésénél figyelmen kívül hagyva az Osztrák–Magyar Monarchiával kötött titkos budapesti szerződést is.

## Főbb pontjai
1. Montenegró területét kétszeresére növelte, volt oszmán területek odacsatolásával.
2. Szerbia független állammá vált, megkapta Novi Pazar és Niš városokat.
3. A Román Királyság független állammá vált, megkapta Észak-Dobrudzsát.
4. Megalakult Bulgária, amelyhez hozzácsatolták Makedóniát és az Égei-tenger északi partvidékének egy részét is (Nagy-Bulgária).[1]
5. Oroszország megkapta Besszarábiát.[2]
6. A törököket 1300 millió rubel hadisarcra kötelezték, az oroszok ennek biztosítására megszállták Batumit és Karst.[2]
7. A Boszporusz nemzetközi vízi úttá vált.

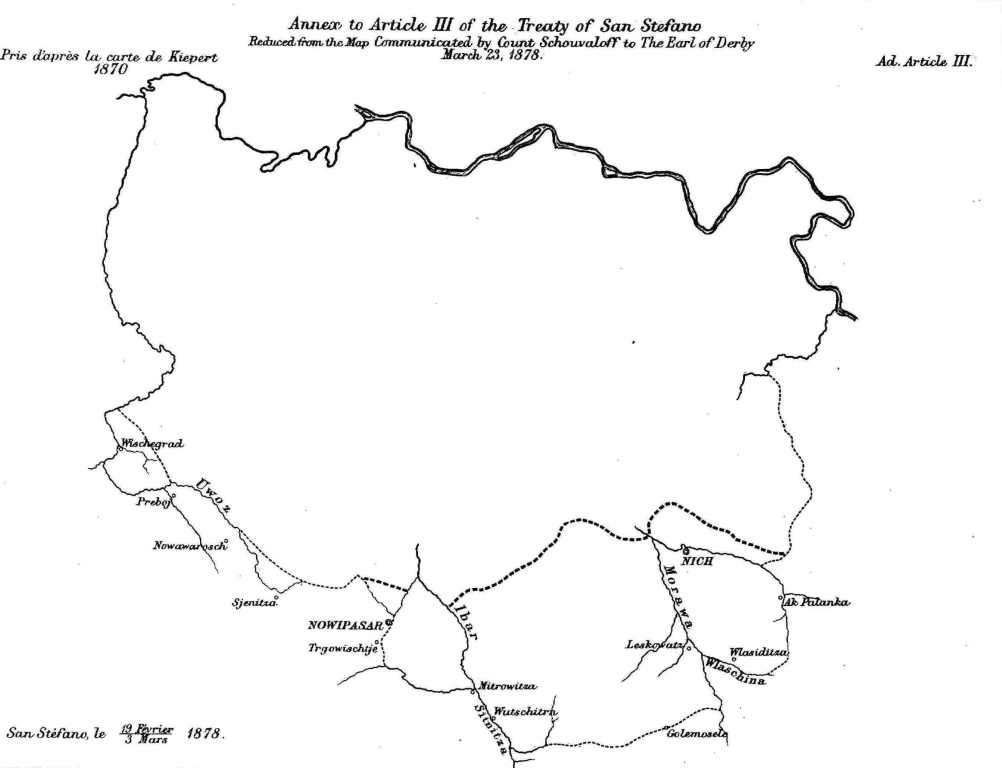
A békeszerződés függeléke, amely Szerbia területi változásait mutatja
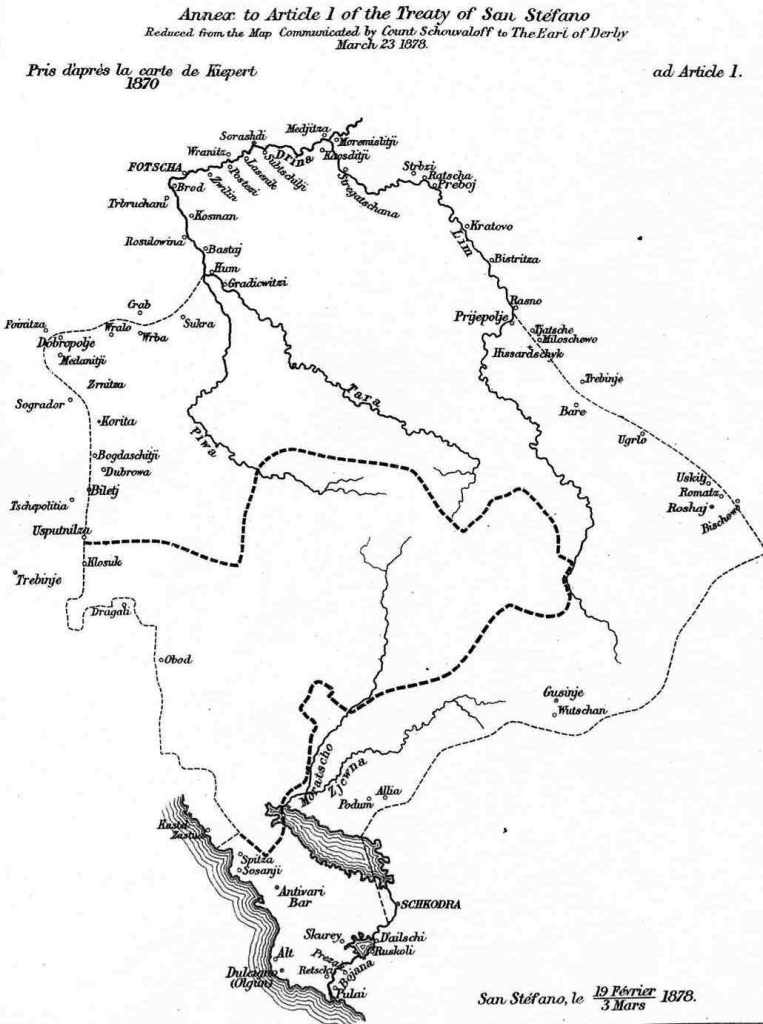
Montenegró területi változásai
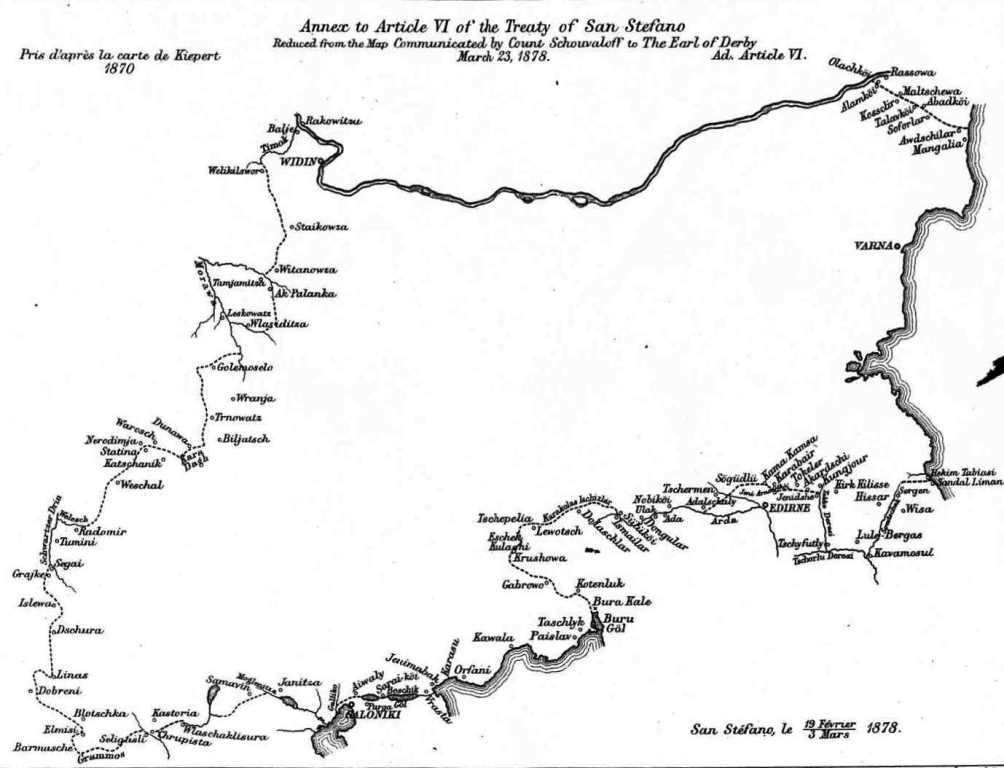
Az új Bolgár Fejedelemség határai
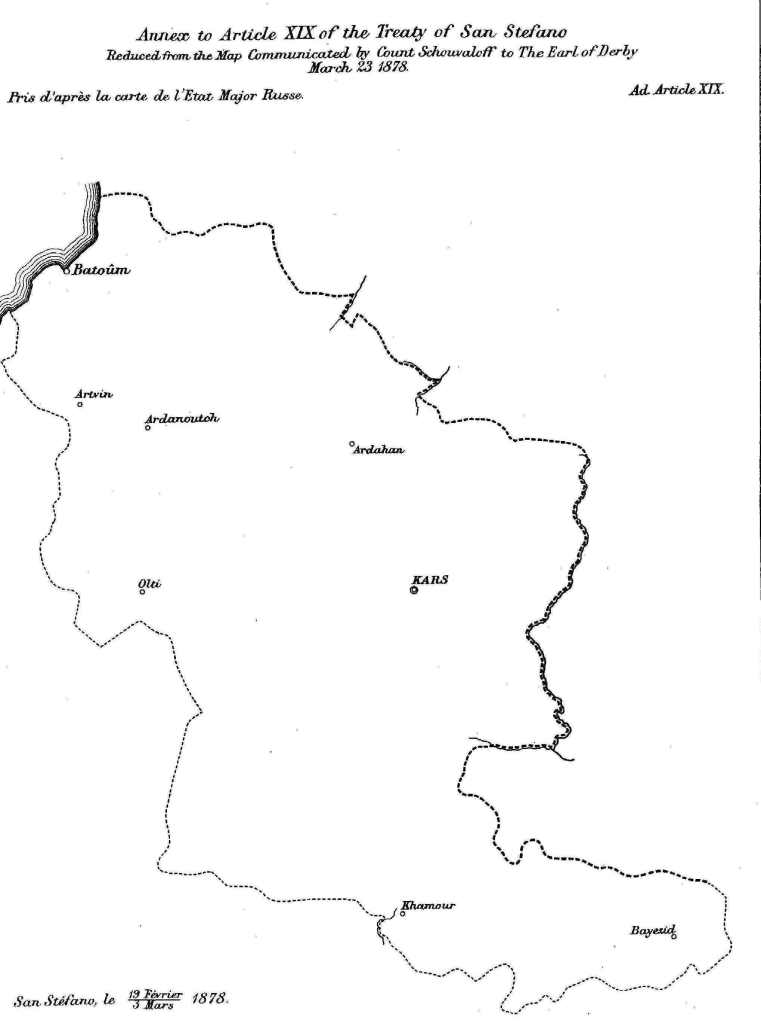
Oroszország területi gyarapodása a Kaukázusban

## Következményei
A többi nagyhatalom hevesen ellenezte az egyoldalú békét, és a Monarchia és a Német Birodalom nyomására az oroszok lemondtak bizonyos előnyökről. A júniusban megtartott berlini kongresszuson Nagy-Bulgáriát három részre vágták, leválasztva többek között Kelet-Ruméliát, autonóm török területként.
Március 3-a 1990 óta Bulgária nemzeti ünnepe. A bolgár nacionalizmus fő célja a következő évtizedekben a San Stefanó-i békében megszabott határok visszaszerzése, Nagy-Bulgária visszaállítása volt.